# Ste-Rita (Saint-Benoît, Réunion)

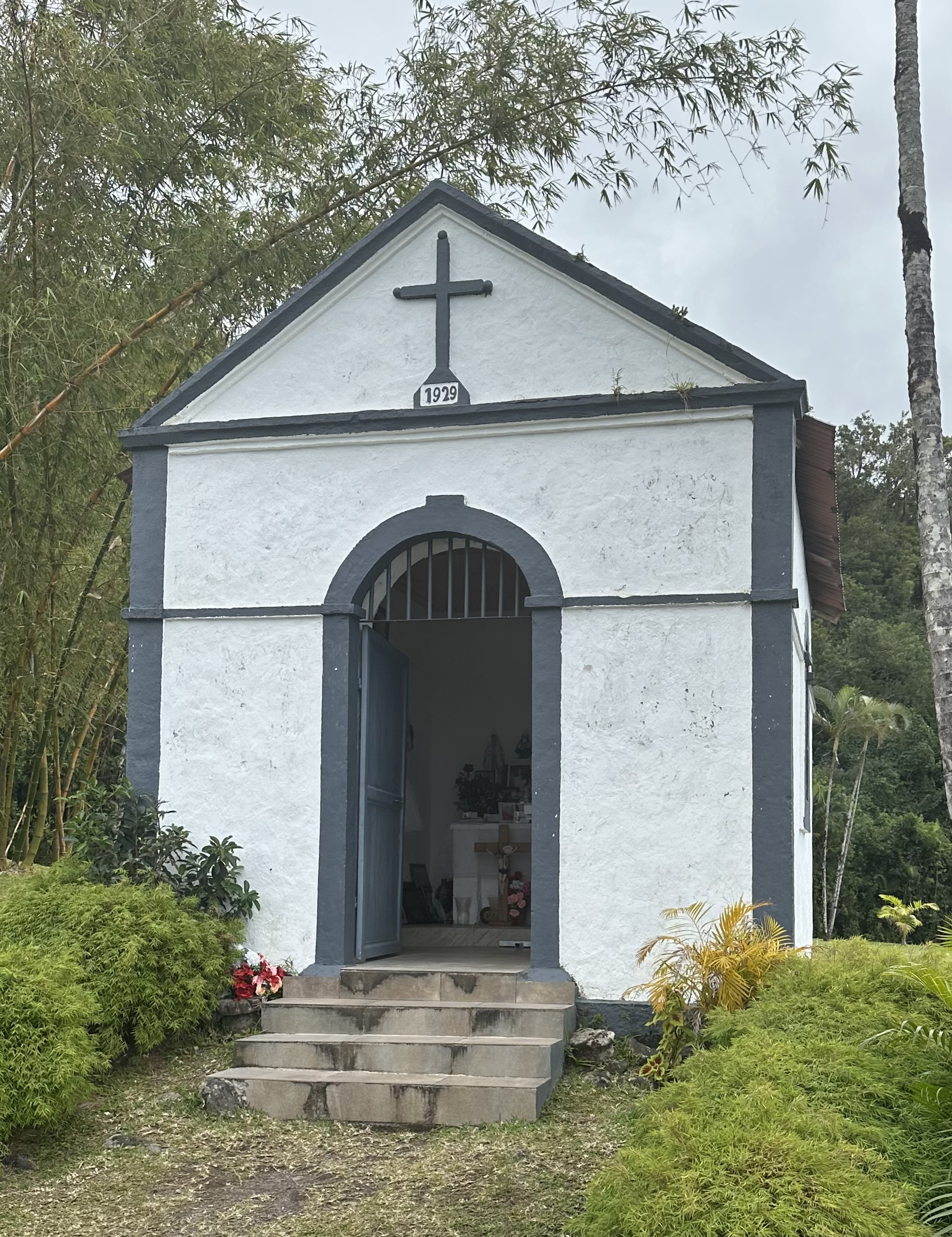
Kapelle Sainte-Rita, 2024

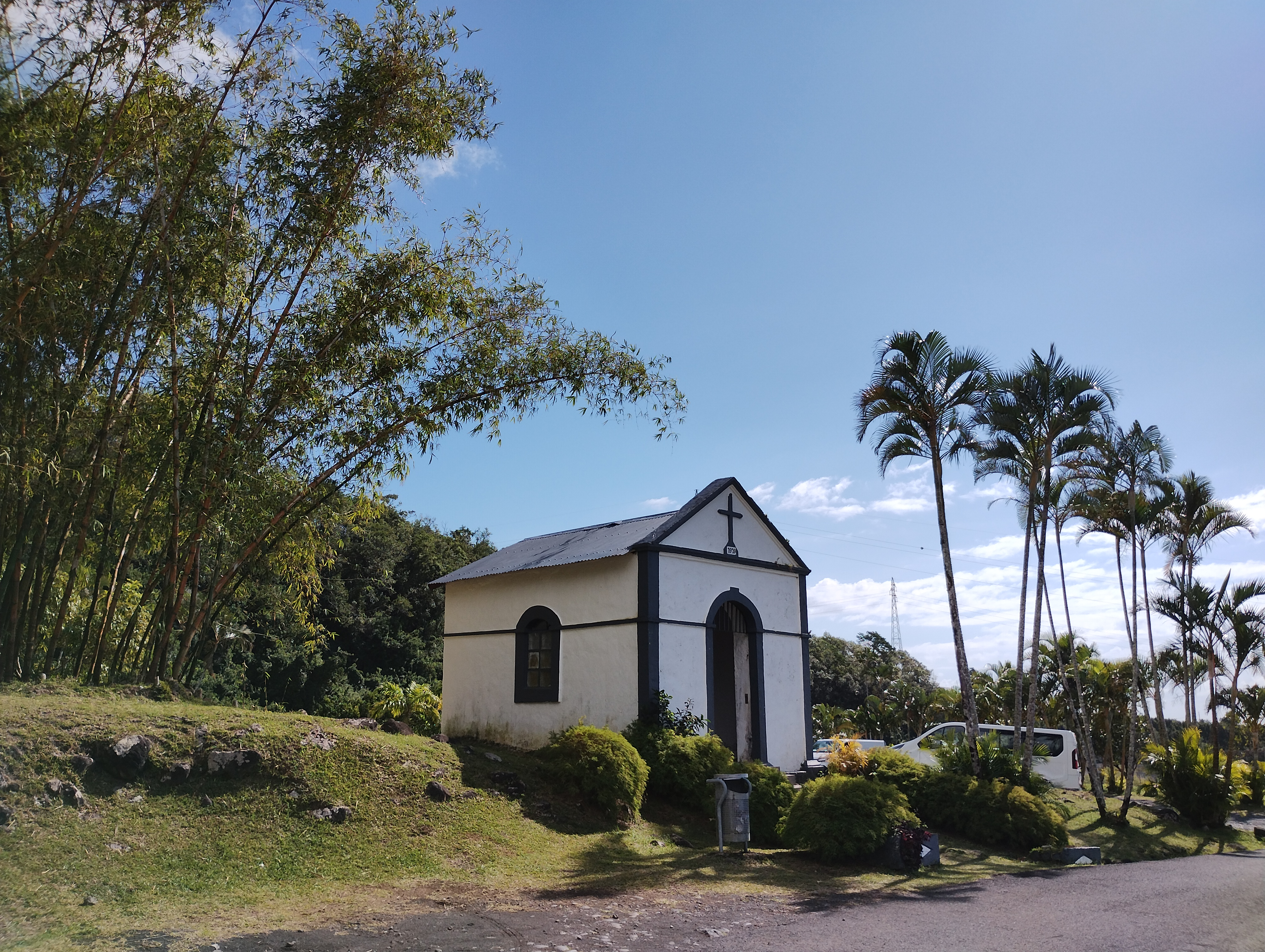
Blick von Westen, 2024

Die Kapelle Sainte-Rita (französisch Chapelle Sainte-Rita) ist eine katholische Kapelle in der Gemeinde Saint-Benoît auf der im Indischen Ozean gelegenen französischen Insel Réunion.

## Lage
Die Kapelle befindet sich über dem linken Ufer des Rivière de l’Est, nahe dem nordwestlichen Ende der Brücke Pont suspendu de la Rivière de l’Est. Etwas weiter westlich der Kapelle verläuft die Route nationale 2, die Teil der um die Insel verlaufenden Ringstraße ist.

## Architektur und Geschichte
Die Kapelle wurde 1929 an der Stelle eines kleineren Vorgängerbaus errichtet, der bei einer Überschwemmungs-Katastrophe im Jahr 1927 zerstört worden war. Dabei hatten aufgestaute Wassermassen die Kapelle mit großer Wucht getroffen. Die Initiative zum Neubau ging vom Pfarrer von Sainte-Anne, Pater Dobemberger, aus. Die Kapelle ist der Heiligen Rita von Cascia, der Schutzpatronin der Metzger und der aussichtslosen Anliegen, geweiht und diente vor der Fertigstellung der Kirche La Rivière de l’Est als Gebetsort für die Gläubigen der näheren Umgebung. Oberhalb des nach Südosten ausgerichteten Eingangs der Kapelle ist ein Kreuz angebracht. Darunter befindet sich die auf das Baujahr hinweisende Jahreszahl 1929.
In der Kapelle befinden sich mehrere Statuen, die durch Gitter geschützt werden. Durch ein Feuer wurden jedoch diverse Gegenstände im Inneren der Kapelle zerstört.